# L3微內核
L3微內核（英語：L3 microkernel），一種微內核架构的计算机操作系统内核，可以運行在Intel x86架構的電腦上。開發者是約亨·李德克以及他在卡內基梅隆大學（CMU）SET實驗室（SET institute）的同事。它的下一代，為L4微內核。

## 發展歷史
微內核架構長期以來被認為效能不佳，約亨·李德克想要证明更薄的IPC层、对性能更关注和与硬件特性相关（和与平台无关相对）的设计，会更加贴近现实世界中的的性能改进。相对于Mach的复杂的IPC系统，他的L3仅简单的传递消息，而没有任何额外的开销。安全和权限被视为同其它用户空间所必需的服务器一样。L3也使用了各种硬件的特性来传递消息，让每个调用都最大化的利用硬件特性，像寄存器。相对而言，Mach则使用的是one-size-fits-all的通用机制，以牺牲性能为代价而获取可移植性。这些改变大量减少IPC中额外的开销。在同样的系统中，Mach需要114毫秒来发送即使是最短的消息，而L3可以用少于10毫秒的时间来发送同样的消息。一次系统调用的时间比Unix所花费的一半还少，而Mach执行同样的系统调用需要5倍于Unix的时间。通过在TÜV SÜD中使用多年，L3被证明是一个安全的操作系统内核。
在L3之后，Liedtke开始意识到其它的一些Mach的概念也存在同样的问题，對此進行改進，最終形成L4微內核。

## 外部連結
- L3微內核官方網站 （页面存档备份，存于）